# ديفيد مازوتشيلي
ديفيد مازوتشيلي (مواليد 21 سبتمبر 1960) هو كاتب ورسام كارتون أمريكي.، المعروف بعمله في قصص الكتاب الهزلي للبطل الخارق Daredevil: Born Again و باتمان: السنة الأولى ، فضلاً عن الروايات المصورة في الأنواع الأخرى ،